# کاتلین گاتی
کاتلین گاتی (انگلیسی: Kathleen Gati؛ زادهٔ ۱۳ اوت ۱۹۵۷) یک هنرپیشه اهل کانادا است. وی از سال ۱۹۸۱ میلادی تاکنون مشغول فعالیت بوده‌است.
از فیلم‌ها یا برنامه‌های تلویزیونی که وی در آن نقش داشته است می‌توان به پاییز و پرندگان کوچک اشاره کرد.